# Janusz Korczak

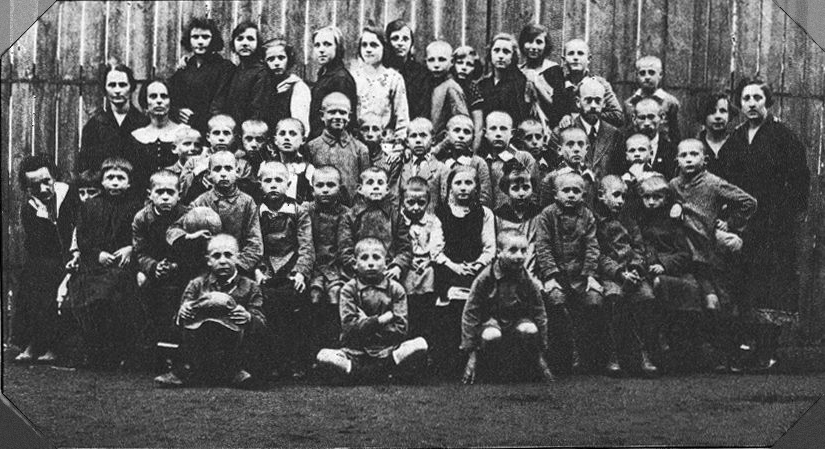
Janusz Korczak con los niños huérfanos, 1920.

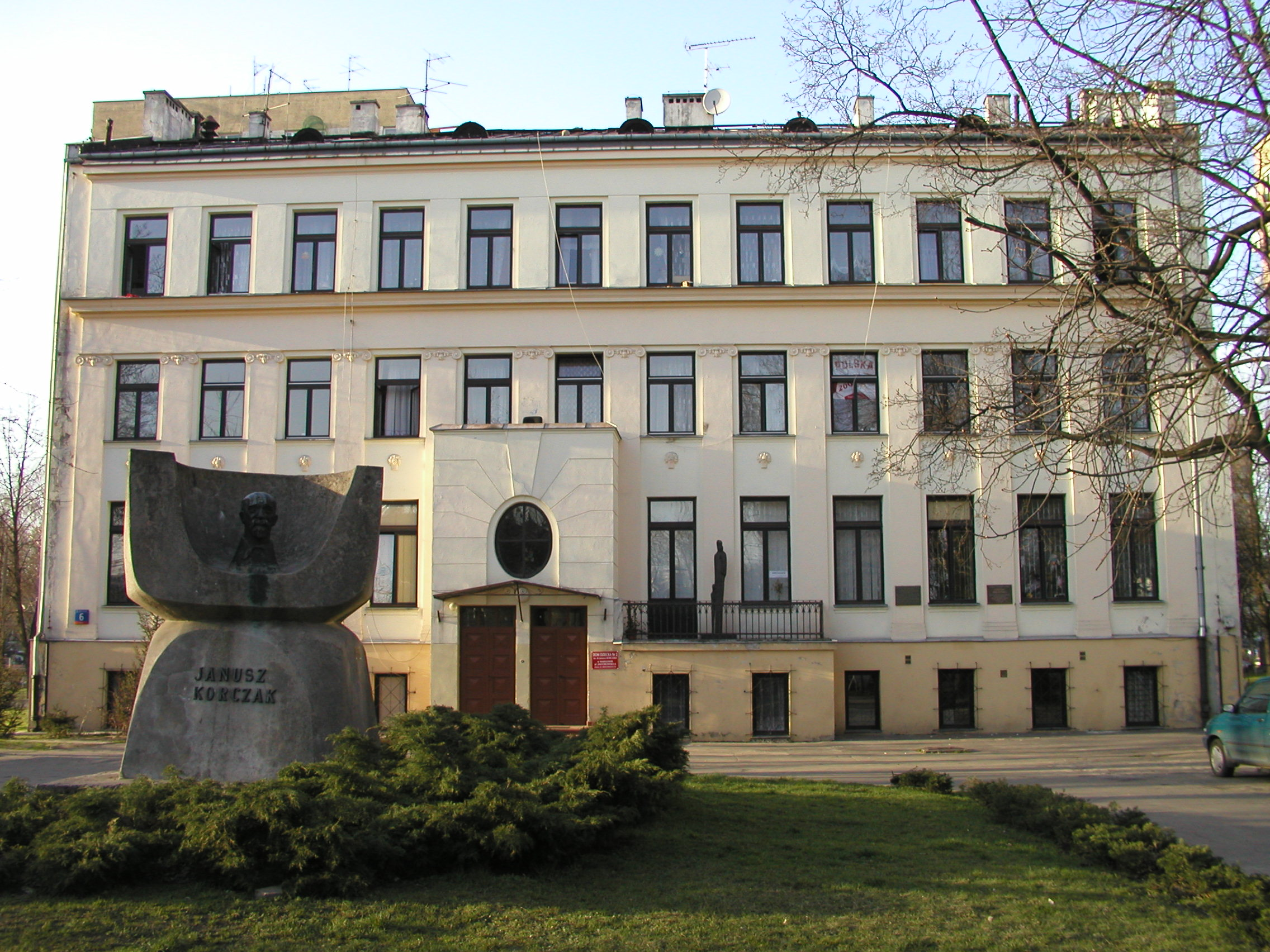
El Orfanato Korczak en la calle Jaktorowska №6.

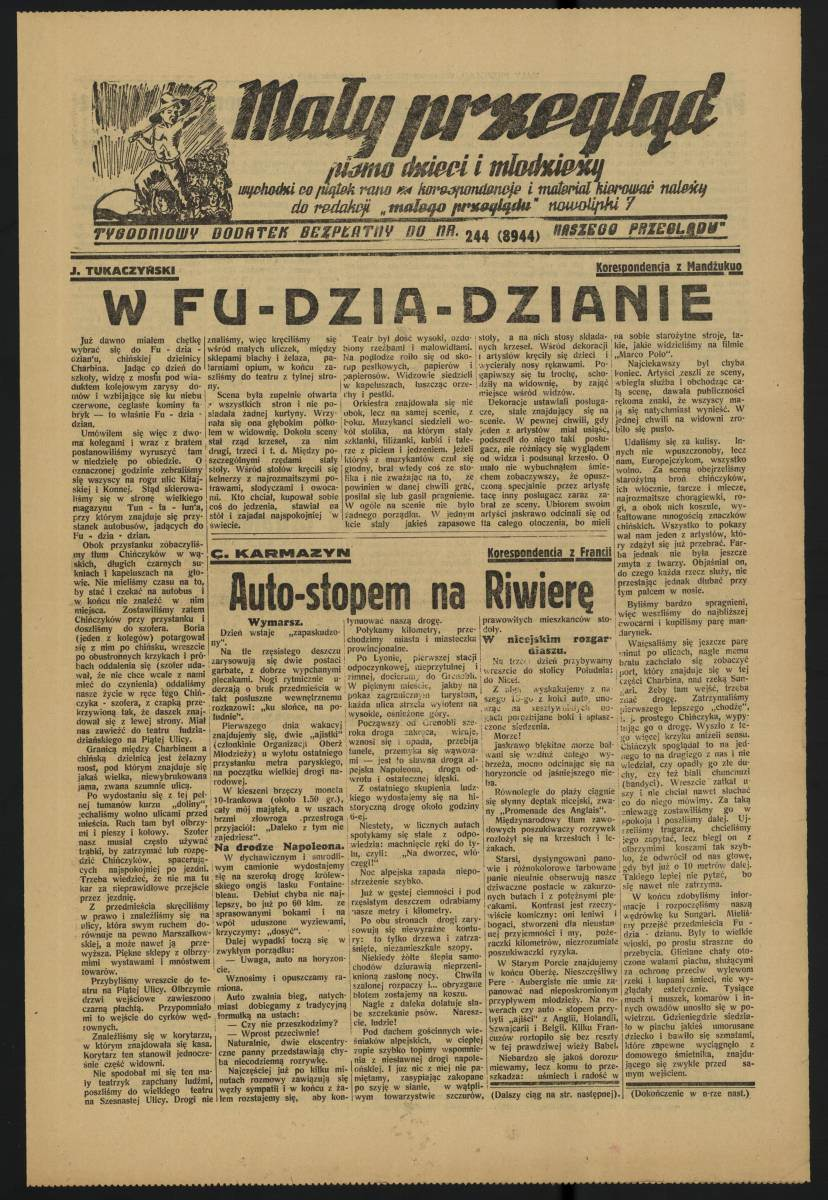
Último número de Mały Przegląd, fechado 1 de septiembre de 1939

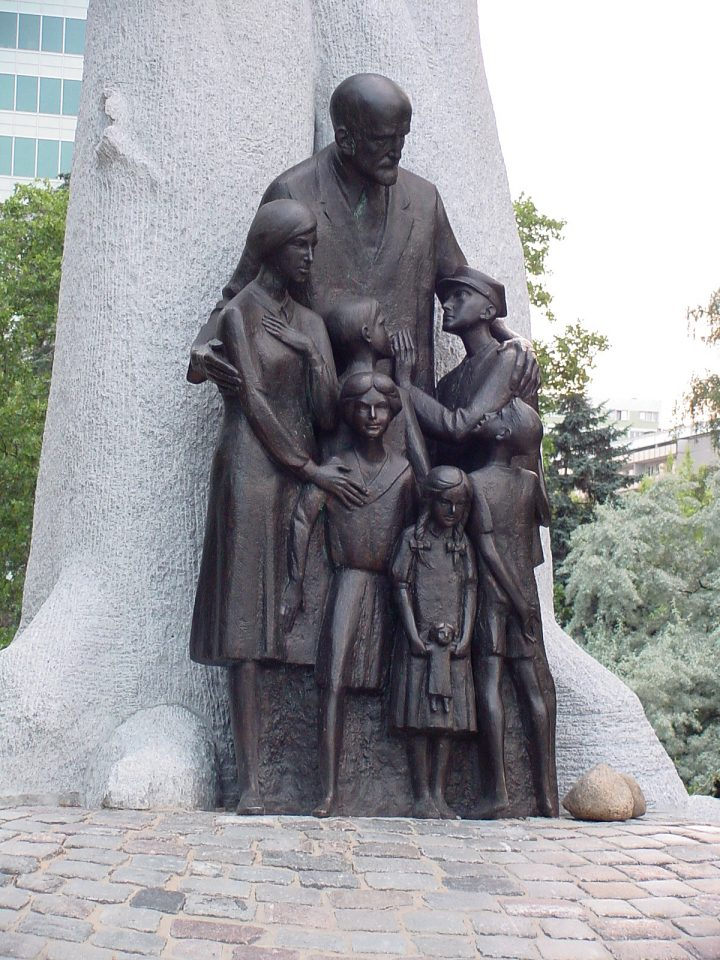
Monumento a Korczak en Varsovia.

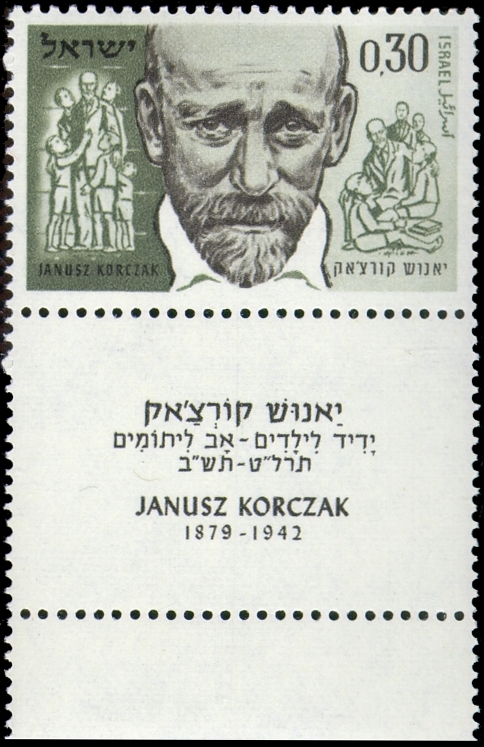
Estampilla israelí dedicada a Janusz Korczak en 1962. Iscripción en hebreo: "Janusz Korczak, amigo de niños y padre de huérfanos."

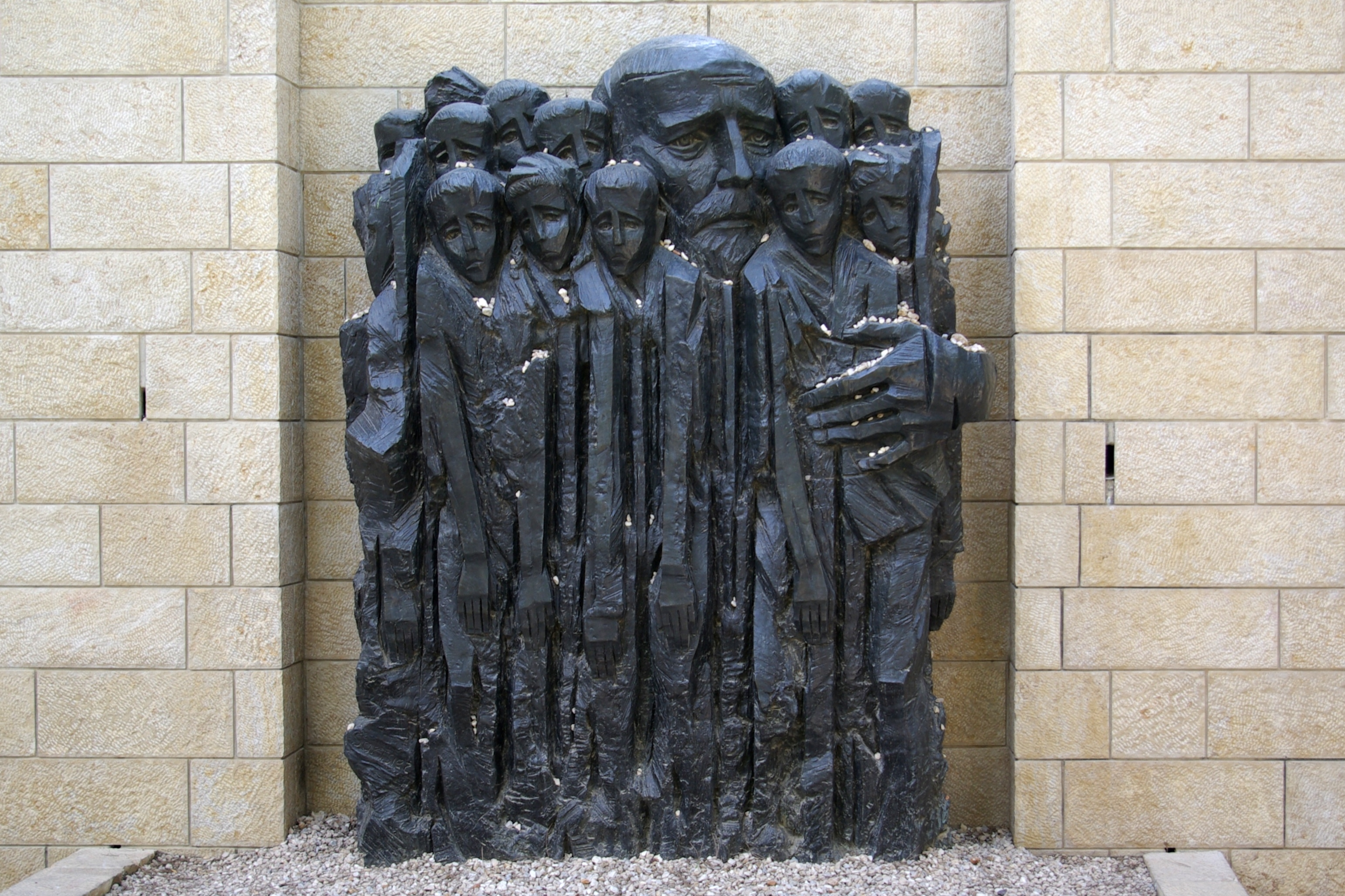
Janusz Korczak con los niños huérfanos, monumento en el Yad Vashem.

Janusz Korczak (Janusz Goldszmidt) nació el 22 de julio de 1878 o 1879 en Varsovia y murió el 7 de agosto de 1942, asesinado en el campo de exterminio nazi de Treblinka.
Nacido en el seno de una familia judía bien integrada a la sociedad europea y defensora de los valores de la Haskalá, Korczak fue médico pediatra, pedagogo, escritor, publicista, activista social y oficial del Ejército Polaco.
Pedagogo innovador, fue autor de varias publicaciones sobre la teoría y la práctica de la educación. También fue precursor de la lucha en favor de los derechos y la igualdad de los niños. Como director del Orfanato Judío de Varsovia, proveyó a los niños internos de un sistema de autogobierno y la oportunidad de producir su propio periódico, Maly przeglad (La Pequeña Revista'), fundada por Korczak mismo y publicada entre 1920 y 1939. Se trataba de una publicación pionera redactada a partir de material enviado por los niños y dedicada principalmente al lector infantil. Korczak también fue uno de los primeros pediatras en promover la investigación en el campo del desarrollo, la psicología y el diagnóstico educativo del niño.
“Un hombre maravilloso que era capaz de confiar en los niños y jóvenes de los que cuidaba, hasta el punto de dejar en sus manos las cuestiones de disciplina y encomendar a algunos de ellos las tareas más difíciles con gran carga de responsabilidad”, expresó acerca de Korczak el psicólogo suizo Jean Piaget, quien visitó Dom sierot (El Hogar de los Huérfanos), centro fundado y dirigido por Korczak.[cita requerida]
Como judío y polaco, Korczak siempre asumió su identidad como tal.
A los treinta años de su muerte se le concedió, a título póstumo, el Premio de la Paz de los Libreros Alemanes. En su honor, se entrega también el Premio Janusz Korczak de literatura, que han obtenido, entre otros, Mirjam Pressler, Michael Ende, Astrid Lindgren o Carme Solé.[cita requerida]

## Juventud y educación
Korczak nació en Varsovia, en el seno de una familia polaca de religión judía, hijo del abogado Józef Goldszmit (1844-1896) y de Cecylia Gębicka (1853/4-1920). No se conserva el original de su partida de nacimiento, por esa razón se desconoce la fecha exacta de su natalicio.
La familia Goldszmit provenía de la región de Lublin (Lubelskie), mientras que los Gębicki eran de la región de Poznań; el bisabuelo Maurycy Gębicki y el abuelo Hersz Goldszmit eran médicos. El padre de Janusz Korczak y sus abuelos maternos están enterrados en el cementerio judío de Varsovia en la calle Okopowa (se desconoce el lugar de enterramiento de la madre).
La buena situación económica de la familia Goldszmit empezó a empeorar debido a la enfermedad mental del padre quien a principios de los años 80 fue ingresado por primera vez en un hospital psiquiátrico con síntomas de demencia. El padre murió el 26 de abril de 1896. Tras su muerte, Korczak, todavía un joven escolar de 17-18 años, empezó a impartir clases particulares para ayudar a mantener a su familia. Su madre, Cecylia Goldszmit, se vio obligada a realquilar las habitaciones de su piso de Varsovia. Korczak se presentó al examen de bachillerato cuando tenía ya veinte años.
Janusz Korczak leía mucho desde niño. Años después, en el diario que escribió ya en el gueto de Varsovia, apuntaba: “caí en la locura, en una furia lectora. El mundo dejó de existir para mí, sólo existían los libros”. En 1898 empezó los estudios en la Facultad de Medicina de la Universidad Imperial de Varsovia. En verano de 1899 por primera vez viajó al extranjero: a Suiza, donde conoció la actividad y la obra pedagógica de Johann Heinrich Pestalozzi. A finales de aquel año fue arrestado por su actividad en las salas de lectura de la Asociación Benéfica de Varsovia. Estudió durante seis años, repitiendo el primer curso. Fue estudiante de la Universidad Volante. En aquella época pudo conocer de cerca los barrios de extrema pobreza, la vida del proletariado y lumpenproletariado. Era miembro de la Logia Masónica “Gwiazda Morza” (“La estrella del mar”) de la Federación Internacional Le Droit Humain, fundada con el objetivo de “conseguir la conciliación de toda la humanidad por encima de las barreras religiosas y buscar la verdad manteniendo siempre el respeto entre los hombres”

## Médico
El veintitrés de marzo de 1905 se diplomó en Medicina. En junio de ese mismo año, tuvo que alistarse como médico militar en el ejército imperial (Polonia como país no existía a consecuencia de las Particiones de Polonia). Durante la guerra ruso-japonesa, participó en las maniobras de Harbín; los niños de Manchuria le enseñaron chino. No volvió a Varsovia hasta finales de marzo de 1906. Entre los años 1905 -1912 trabajó como pediatra en el Hospital Infantil “Bersonów i Baumanów”. Como ”médico local”, a cambio de alojamiento en el hospital, se ofreció a estar de guardia permanente y cumplía sus obligaciones abnegadamente. En su ejercicio como médico no evitaba los barrios habitados por el proletariado. De los pacientes más pobres aceptaba a menudo una remuneración simbólica o les ofrecía ayuda para la compra de medicinas; mientras que a los ricos, aprovechando su fama como escritor, les cobraba honorarios muy altos.
Desde 1907 hasta 1910/11 permaneció en el extranjero ampliando sus estudios; asistió a diversas conferencias, realizó prácticas en los hospitales infantiles y visitó centros educativos, internados y asilos. Pasó casi un año en Berlín (1907-1908); estuvo cuatro meses en París (1910); y un mes en Londres (1910 o 1911). Como escribiría años más tarde, fue precisamente en Londres donde tomó la decisión de permanecer soltero y dedicar su vida a “servir al niño y su causa”. En aquel tiempo estaba entregado a trabajos sociales, pertenecía a la Asociación de Higienistas de Varsovia y la Asociación de los Campamentos de Verano (TKL). En los años 1904, 1907 y 1908 participaba en los campamentos de verano organizados por TKL para los niños judíos y polacos. En 1906 publicó Dziecko salonu (El niño de salón), libro muy bien recibido por los lectores y la crítica. A partir de entonces, gracias a la fama que le trajeron las publicaciones, se convirtió en un pediatra conocido y muy solicitado en Varsovia. En 1909 ingresó en la asociación judía Pomoc dla Sierot (Ayuda para los huérfanos), que unos años más tarde fundó su propio orfanato Dom Sierot (Hogar para los Huérfanos) y cuyo director fue precisamente Korczak.
Durante la Primera Guerra Mundial tuvo que alistarse de nuevo en el ejército imperial. Prestó sus servicios como segundo jefe médico del lazareto de la división, sobre todo en Ucrania. En 1917 fue designado para ejercer de médico en los asilos para niños en los alrededores de Kiev. Dos años antes, durante unas cortas vacaciones que pasaba en Kiev, se encontró con Maria Falska (apellido de soltera, Rogowska), una activista social e independentista polaca que en aquel momento dirigía un internado para chicos polacos. Korczak regresó a Varsovia en junio de 1918, tras terminar -con el grado de capitán- el servicio militar en el ejército ruso. Volvería a la vida militar después de la declaración de independencia de Polonia (11 de noviembre de 1918); esta vez a las filas del restituido ejército polaco. Durante la guerra polaco-bolchevique (1919-1921) sirvió como médico en los hospitales militares de Łódź y Varsovia. Enfermó de tifus. En reconocimiento de su actividad laboral fue ascendido al grado de comandante del Ejército Polaco.

## Pedagogo

### Ideario
Desde la más temprana juventud le interesaban las cuestiones relacionadas con la educación de los niños. Estaba influido fundamentalmente por las ideas y experiencias de la “nueva educación” y encontró su inspiración en la teoría de progresismo pedagógico, elaborada, entre otros, por John Dewey, así como en los trabajos de Decroly, Montessori y pedagogos anteriores, como Pestalozzi, Spencer, Fröbel. Conocía el ideario educativo de Tolstoi y subrayaba la necesidad de diálogo con los niños. Sus publicaciones y conferencias se centraban en los temas relacionados con la educación infantil y la pedagogía. Su experiencia pedagógica que comenzó con las clases particulares y el activismo social culminó en su trabajo como director de Dom Sierot y cofundador de Nasz Dom. En la época de entreguerras impartía clases en diferentes universidades del país. Por ejemplo en el Instituto Nacional de Pedagogía Especial (actualmente Academia de Pedagogía Especial “Maria Grzegorzewska”); el Seminario Nacional de Profesores de la Religión de Moisés o en el Instituto Nacional de Formación de Maestros.
Korczak estaba a favor de la emancipación del niño y del respeto de sus derechos, incluso promovía el autogobierno de los niños. El sistema de funcionamiento en los orfanatos de Korczak se basaba en la práctica de los principios de la democracia que -según Korczak- les correspondían a los propios niños en la misma medida que a los adultos. “El niño razona y entiende del mismo modo que un adulto: tan sólo carece de su bagaje de experiencias” [fuente]
La revista publicada por y para los niños constituía un foro, una cantera de talentos y un importante pilar en la sociabilización de los niños, sobre todo, de los que venían de las familias judías ortodoxas. El médico Korczak se pronunciaba a favor de la resocialización y de otorgar, de manera innovadora, cuidados especiales a los niños de baja extracción social.
En su opinión, la formación social del niño no estaba tanto en la intimidad del hogar familiar como en la relación con sus compañeros. Sus objetivos fundamentales se basaban en que los niños pudieran confrontar sus primeras convicciones y sus ideales en ciernes entre ellos, participando en el proceso de sociabilización y preparándose para la vida adulta. Intentaba garantizar a los niños una infancia libre de preocupaciones, que no de obligaciones. Creía que el niño mismo debería entender y vivir emocionalmente cada situación concreta: experimentarla, sacar sus propias conclusiones y, finalmente, prevenir las posibles consecuencias. “No hay niños- hay personas”, escribía Korczak.
Trataba como si fueran suyos a todos los niños que atendía como médico o los que estaban a su cuidado. Esta actitud la confirmó su actividad posterior. Sus convicciones altruistas no le permitían tampoco destacar y tratar de manera privilegiada a un grupo pequeño de sus protegidos. En su opinión, la familia tradicional no constituía el núcleo fundamental de la sociedad. No aceptaba el papel social que le adscribían en los círculos cristianos más conservadores y los judíos tradicionales.
El ideario educativo de Korczak está basado en:
- el rechazo de cualquier tipo de violencia, sea física o verbal, basada en la superioridad debida a la edad o a la jerarquía del poder,
- la idea de interacción educativa entre los adultos y los niños que amplía el concepto de la pedagogía clásica,
- la convicción de que el niño es un ser humano en la misma medida que un adulto,
- la regla según la cual el proceso educativo debería tener en cuenta la individualidad de cada niño,
- la creencia en que el niño es quien mejor conoce sus necesidades, deseos y emociones, y por lo tanto debe tener derecho a que su opinión sea tomada en cuenta por los adultos,
- el derecho del niño al respeto de los adultos, el derecho a equivocarse y a fracasar, el derecho a la privacidad, así como a la libertad de opinión y a la propiedad privada,
- la consideración del desarrollo evolutivo del niño como una tarea compleja y difícil.

### Percepción actual de sus teorías
En la actualidad es cada día más habitual considerar a Janusz Korczak como un precursor de modernas teorías pedagógicas. Al mismo tiempo su amplia concepción de los derechos del niño constituye un punto de referencia crucial para muchos autores contemporáneos. 
„Cambiar el mundo – significa cambiar la educación”, opinaba Korczak.
Korczak es considerado uno de los pioneros de la corriente pedagógica llamada actualmente “la educación moral” (en inglés: moral education), aunque él mismo no había formulado ninguna teoría sistemática sobre esta materia. 
Sus ideas pedagógicas eran más empíricas que teóricas. Aunque conocía muy bien las corrientes pedagógicas y psicológicas de su época, se mostraba contrario a la doctrina en la didáctica en general. Según Igor Newerly, Korczak no se identificaba con ninguna ideología política ni doctrina educativa concreta, no obstante, podría ser considerado precursor de varias corrientes. Así por ejemplo, Kohlberg dice que su Sprawiedliwa społeczność dzieci (La Sociedad Justa de los Niños) está basada en la experimentación pedagógica de Korczak. Muchos autores han sostenido que Korczak y Paulo tenían una misma percepción de la democracia en la escuela y compartían la teoría del diálogo. Además, los seguidores del amor pedagógico (ing. pedagogical love) basan su teoría en el modelo de relación maestro-alumno elaborado por Korczak. Otros autores ven en Korczak y Martin Buber a los pioneros de la teoría de “educación religiosa”. Las ideas de Korczak encuentran su aplicación en la “ideología de la normalización” para la educación de los niños mentalmente discapacitados. Su actitud hacia la educación infantil influyó en las iniciativas legislativas en favor de los niños llevadas a cabo después de la Segunda Guerra Mundial. Polonia ha participado en esas iniciativas de forma activa, preparando la Declaración de los Derechos del Niño de 1959 y como inspiradora de la Convención sobre los Derechos del Niño aprobada por la Asamblea General de las Naciones Unidas en 1989.

## Dom Sierot y Nasz Dom
Junto con Stefania Wilczyńska (conocida como “pani/panna Stefa”) fundó y dirigió Dom Sierot (El Hogar de los Huérfanos), el orfanato para los niños judíos financiado por la asociación judía Ayuda para los Huérfanos y ubicado en Varsovia en la calle Krochmalna 92 (hoy calle  Jaktorowska 6). Dom Sierot empezó a funcionar el 7 de octubre de 1912, con Korczak como director y con Stefania Wilczyńska (1886-1942), como tutora principal. Korczak desempeñó este cargo durante 30 años. Cuando, entre octubre y noviembre de 1940, el orfanato fue trasladado a la calle Chłodna, las protestas de Korczak le llevaron a ser arrestado por los nazis y recluido en la cárcel de la calle Pawiak. Unas semanas después fue puesto en libertad gracias a una fianza.
Desde 1919, junto con Maria Falska, dirigió otro centro: Nasz Dom (Nuestro Hogar), un orfanato para niños polacos, que al principio se encontraba en Pruszków, en los alrededores de Varsovia, y desde 1928 en el barrio Bielany. En Nasz Dom se aplicaban los innovadores métodos pedagógicos ya experimentados por Korczak. Ambos centros estaban destinados a niños entre 7 y 14 años y ponían en práctica el concepto de la autogobernabilidad, una sociedad infantil que creaba sus propias instituciones como el parlamento, tribunal, revista, sistema de guardias, notaría o caja de préstamos. Por esta actividad de educador, en 1926 Korczak recibió la Cruz de Oficial de la Orden del Renacimiento de Polonia, que le fue concedida el 11 de noviembre de 1925 (día de la fiesta nacional de la Independencia).

## Escritor, publicista, locutor de radio
Debutó como escritor el 26 de septiembre de 1896 en el semanal Kolce (Espinas). Todavía era estudiante del instituto de secundaria y no podía publicar en la prensa con su nombre, por eso firmó con el seudónimo “Hen” (también utilizaría otros sobrenombres, como “Hen-Ryk”, “Hagot”, “Stary Doktor”). El seudónimo “Janasz Korczak” -que en una versión algo modificada, como “Janusz Korczak” llegó a ser más conocido que su propio nombre- fue sacado del título de una novela de Józef Ignacy Kraszewski, O Janaszu Korczaku i pięknej miecznikównie (Janusz Korczak y la hija del armero). Este pseudónimo fue utilizado por primera vez en 1898 cuando firmó con él el drama en cuatro actos titulado Którędy? (¿Por dónde?) que presentó a un concurso literario. Esta obra no se conserva. Durante los años 1898-1901 publicó como Janusz Korczak en la revista Czytelnia dla Wszystkich. Aunque no dejaba de utilizar otros seudónimos (por ejemplo, en el semanal satírico Kolce firmaba como “Hen-Ryk” sus artículos de opinión desde 1901), a partir de 1900 éste se hizo ya habitual incluso para su correspondencia privada. En 1905, los artículos publicados en Kolce vieron la luz en un volumen recopilatorio titulado Koszałki opałki (Tonterías y disparates). También en ese año se publicó su novela Dzieci ulicy (Los niños de la calle) escrita en 1901.
La obra literaria de Korczak abarca en su conjunto 24 libros y más de 1400 textos periodísticos. De ellos, en actualidad tan sólo se conservan y están catalogados unos trescientos, entre manuscritos, textos mecanografiados, documentos y cartas. Se consideran como sus trabajos pedagógicos más importantes los siguientes: Jak kochać dziecko (Cómo amar a un niño) [1920]; Momenty wychowawcze (Momentos educativos) [1924]; Kiedy znów będę mały (Cuando vuelva a ser pequeño) [1925]; Prawo dziecka do szacunku (El derecho del niño a ser respetado) [1929] y Pedagogika żartobliwa (Pedagogía con humor) [1939]. 
Entre sus libros infantiles son especialmente populares Król Maciuś Pierwszy (El Rey Matías I) y Król Maciuś na wyspie bezludnej (El Rey Matías en una isla deshabitada”)[1923] traducido a más de 20 idiomas, así como Bankructwo małego Dżeka (La bancarrota del pequeño Jack) [1924], Prawidła życia (Las reglas de la vida) [1930] y Kajtuś Czarodziej (Kaitus o el secreto de Antón) [1935]. En 1937 Korczak recibió por el conjunto de su obra literaria el galardón de la Academia Polaca de Literatura, el Laurel Académico de Oro.
Más tarde, durante la Segunda Guerra Mundial, describe su experiencia bélica a través de un diario, cuya lectura resulta muy importante debido a las circunstancias en las que se escribe.
Korczak utiliza recursos muy novedosos en su actividad pedagógica. Entre ellos, la fundación de la revista para niños y jóvenes Mały Przegląd (La Pequeña Revista) que se publicó entre 1926 y 1939 como suplemento al diario de Varsovia Nasz Przegląd (Nuestra Revista). El primer número salió a la luz el 9 de octubre de 1926 y se puede considerar como la primera revista creada por los propios niños en Polonia. Desde 1930 su redactor jefe era el escritor Jerzy Abramow, conocido después de la guerra como Igor Newerly, quien desempeñaba también las funciones de secretario de Korczak. La revista logró publicarse a pesar del creciente antisemitismo, intolerancia y segregación racial de los años 30. El último número apareció con fecha de 1 de septiembre de 1939.
Como Stary Doktor Korczak desarrollaba también su actividad a través de un ciclo de programas de radio. Allí creó un estilo propio consistente en dirigirse a los oyentes más jóvenes de manera sencilla para hablarles de cosas importantes. En 1936, a pesar de las opiniones entusiastas de los oyentes y críticos, estos programas pedagógicos quedaron suspendidos debido a las presiones externas consecuencia de la imparable ola de antisemitismo. Korczak volvería a la radio dos años más tarde. Su voz estaría presente también en la Radio Polaca en los primeros días de septiembre de 1939 tras el estallido de la guerra.

## La Segunda Guerra Mundial, gueto y último “paseo”
Como oficial del ejército polaco, después del estallido de la Segunda Guerra Mundial, Korczak se presentó voluntario al servicio militar, pero no fue aceptado debido a su avanzada edad. No obstante, durante la ocupación alemana, tuvo la osadía de vestir el uniforme polaco. Manifestó su clara oposición negándose a llevar la estrella de David, a pesar de la obligación impuesta por los nazis de señalar así a los judíos, pues consideraba esa imposición como una clara profanación de ese símbolo. Los últimos meses de su vida los pasó en el gueto de Varsovia. Newerly, su posterior biógrafo, intentaría entonces conseguir para Korczak en la zona aria de la ciudad una documentación falsa, pero el doctor se negó a abandonar el gueto, en el que prosiguió relatando con regularidad sus experiencias en el diario que ya había comenzado en 1939. Un diario muy esclarecedor que había abandonado en los dos años anteriores al consumir toda su energía en las labores de dirección de Dom sierot y otras actividades relacionadas con la protección de los niños del gueto. Este diario fue publicado por primera vez en Varsovia en 1958. La última anotación corresponde al 4 de agosto de 1942.
En la mañana del día 5 o 6 de agosto el territorio del “gueto pequeño” fue rodeado por los soldados de las SS y los policías ucranianos y letones. Durante el transcurso de la llamada “Gran acción”, es decir, la fase principal del exterminio de los habitantes de gueto de Varsovia por los alemanes, Korczak volvía a rechazar la oferta de ayuda, ya que no quería abandonar a los niños y a los empleados del orfanato. El día de la deportación final Korczak condujo el desfile de sus protegidos a la plaza Umschlagplatz de donde partían los transportes hacia los campos de exterminio. En la marcha participaron más de doscientos niños y unas decenas de educadores, entre ellos la misma Stefania Wilczyńska. Este último “paseo” ha quedado convertido en leyenda: es uno de los grandes mitos de la guerra y un evocador recuerdo, aunque no siempre relatado de manera coherente y fidedigna con los detalles. 
“No quiero ser blasfemo ni desmitificador, pero tengo que decir como lo vi entonces. La atmósfera emanaba inercia, automatismo, apatía. La conmoción no se hacía visible al ver a Korczak; nadie saludaba (como lo describen algunos), y sin duda ninguno de los mensajeros de Judenrat intervino. Nadie se acercó a Korczak. No hubo gestos, nadie cantaba, no hubo orgullosas cabezas en alto, no recuerdo si alguien sujetaba la bandera de Dom sierot; dicen que sí. Reinaba un silencio terrible, agobiante. (…) Uno de los niños iba agarrado al abrigo de Korczak, tal vez de su mano; todos iban como en trance. Los acompañé hasta la puerta de Umschlag...”.
Según otras versiones, los niños marchaban en filas de cuatro sujetando la bandera del Rey Matías I, protagonista de una de la novelas escritas por su educador. Cada niño tenía consigo un juguete o un libro preferido. Uno de los chicos, al frente del desfile tocaba el violín. Las fustas de los ucranianos y los soldados de las SS chasqueaban por encima de la multitud de niños, aunque el desfile lo conducía un soldado que había manifestado cierta simpatía por ellos. Janusz Korczak murió con sus protegidos en el campo de exterminio de Treblinka. En 1948 fue condecorado de manera póstuma con la Cruz de Caballero de la Orden Polonia Restituta.

## Identidad
Janusz Korczak se consideraba a sí mismo judío-polaco. Actuaba a favor del acercamiento entre polacos y judíos. Su lengua materna era el polaco y en ese idioma escribía. El hebreo no lo empezó a estudiar hasta los años treinta, cuando empezó a simpatizar con el movimiento sionista, si bien anteriormente no se consideraba sionista. El yiddish, idioma empleado por la mayoría de los judíos polacos, lo podía entender en parte gracias a sus conocimientos del alemán. Solo en los años 30 empezó a interesarse por el resurgimiento de la nación judía en tanto que colaboró con revistas de las asociaciones juveniles sionistas y participó en sus seminarios. En aquel momento atravesaba una crisis personal y profesional. En cierta medida le ayudaron a salir adelante sus dos viajes a Palestina en 1934 y 1936. Viajes en los que intentaba, según él mismo escribió: “asimilar el pasado, conseguir encontrar fundamento para las reflexiones sobre el presente y -¡qué fácil es decirlo!- mirar hacia el futuro".

## Películas
- Jest pan wolny, doktorze Korczak (¡Es usted libre!, doctor Korczak) (título alemán: Sie sind frei Doktor Korczak). Película alemana dirigida por Aleksander Ford en 1975. La trama refleja los últimos años de la vida de Janusz Korczak, interpretado por Leo Genn.
-Korczak.  Película polaca dirigida por Andrzej Wajda, según el guion de Agnieszka Holland, en 1990. Presenta la vida del Dr. Korczak y de manera fragmentaria la terrible matanza de los niños y sus tutores de Dom sierot durante la "Aktion Reinhardt".  En papel de Korczak, Wojciech Pszoniak.
-Uprising (Rebelión en Polonia). Película estadounidense dirigida por John Avnet en 2001, en la que Palle Granditsky interpreta a Korczak. Refleja el alzamiento del Gueto de Varsovia.

## Obra traducida
Pedagogía:
- Cómo hay que amar a un niño, Madrid, 1976
- Com estimar l'infant; seguit de El dret de l'infant al respecte, Vic, 1999

Literatura:
- Kaitus o El secreto de Antón, Madrid, 1991
- El rey Mateíto I (en otras ediciones, El rey Matías I), Madrid, 1986
- si volviera a ser niño´´escrito por Koczak en 1925 , fue publicado en español

por primera vez en Buenos Aires , marzo de 1945 , Ediciones Tridente. (Hubo ediciones posteriores).